# Hammarskogsåns naturreservat
Hammarskogsåns naturreservat är ett naturreservat i Lindesbergs kommun i Örebro län.
Området är naturskyddat sedan 2024 och är 18 hektar stort. Reservatet ligger nordväst om Guldsmedshyttan och består av en sträcka av Hammarskogsån, med flodpärlmusslor och öring, som omges av en naturskogsartad blandskog med bitvis hög andel löv.